# Giorgio Ferrini
Giorgio Ferrini (Roncello, 18 de agosto de 1939 - 8 de novembro de 1976) foi um futebolista italiano que atuava como meio-campo.Apelidado de "La Diga" por suas qualidades de meia defensivo, Ferrini jogou pelo Torino de 1959 a 1975, e é o jogador com mais jogos na história do clube, com 566 participações em todas as competições. Em nível de clube, ele ganhou a Coppa Italia em 1967-68 e 1970-71. Ele também representou a Seleção Italiana na Copa do Mundo de 1962 e no título da Eurocopa de 1968.

## Carreira

### Clube
Em 1955, ele assinou com o Torino e foi inserido em seu sistema de divisões de base, onde permaneceu por três anos.
Em 11 de agosto de 1958, Ferrini foi emprestado ao Varese na Serie C. Em sua única temporada com os biancorossi, ele contribuiu com 10 gols.
Retornando do empréstimo, ele fez sua estréia contra o Sambenedettese (0-0) e na semana seguinte seu primeiro gol contra o Cagliari (5-0). Ele terminou a temporada com 38 jogos e três gols, conseguindo uma promoção direta para a Série A e se tornando fundamental para o clube por seu ritmo e determinação.
Na temporada seguinte, ele foi confirmado como um jogador-chave para o Torino pelo treinador Benjamín Santos e estreou na Série A em 25 de setembro de 1960 em uma derrota para a Sampdoria (0-1).
Ele passou 16 temporadas com o Torino, tornando-se o jogador com mais jogos disputados na primeira divisão, com 39 gols marcados em 405 partidas; no total, ele fez 566 partidas e marcou 56 gols entre a liga, a Coppa Italia e as competições européias. Ele ganhou dois troféus da Coppa Italia nas temporadas 1967-68 e 1970-71.
O último jogo que disputou foi contra o Napoli (1-0) em 22 de junho de 1975.

### Seleção
Ele foi convocado pelo técnico da seleção, Gipo Viani, para representar a Azzurra, que terminou em quarto lugar nos Jogos Olímpicos de Verão de 1960 realizado em Roma, jogando por três vezes.
Ele foi convocado pela primeira vez para a seleção italiana principal em 13 de maio de 1962 para jogar contra a Bélgica, na véspera da Copa do Mundo de 1962 no Chile.
Ao contrário de muitos jogadores italianos daquela Copa do Mundo, ele voltou a jogar pela seleção e seu último jogo foi durante o Eurocopa de 1968 contra a Iugoslávia, disputado em 8 de junho de 1968.

## Morte
Poucos meses após sua aposentadoria, enquanto atuava como assistente técnico de Luigi Radice na temporada em que o Torino voltou a conquistar o título da Serie A, ele sofreu dois aneurismas. Apesar de duas operações cirúrgicas, ele morreu em 8 de novembro de 1976 com 37 anos.

## Títulos
- Coppa Italia (2): 1967–68, 1970–71

- Eurocopa: 1968